# Casa Branca (Santo António, Funchal)
Casa Branca é um sítio povoado da freguesia de Santo António do Funchal, concelho do Funchal, Ilha da Madeira.